# 貝凱什喬包
貝凱什喬包（匈牙利語：Békéscsaba，匈牙利語發音：[ˈbeːkeːʃt͡ʃɒbɒ]）是位於匈牙利東南部的一個城市。貝凱什喬包是貝凱什州的首府所在地。全市面積193.93平方公里。就人口规模看，属于匈牙利中等城市（排17位），欧洲小城市。首个文字记载源于1332年。在土耳其攻占匈牙利期间，城市被摧毁，后来重建。曾经是欧洲最大的村落，现如今则是一个城市化小镇。贝凯什乔包以其美食和活动出名，如被称为“匈牙利珍宝”的乔包香肠就产自这里，此外还有乔包香肠嘉年华和匈牙利最大的啤酒节。

## 人口
族群構成（2001年人口普查）：
- 匈牙利人 - 93.8%
- 斯洛伐克人 - 6%
- 德意志裔人 - 0,6%
- 羅馬尼亞人 - 0,4%

宗教（2001年人口普查）：

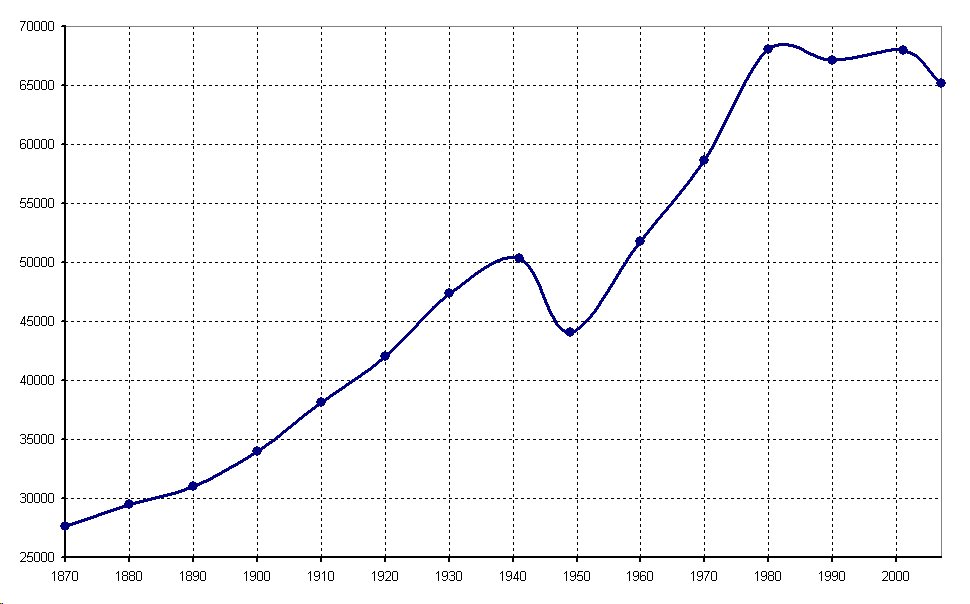
貝凱什喬包的人口（1870-2007）

- 羅馬天主教 - 24.2%（主要是匈牙利人信仰）
- 路德宗 - 20.5%（主要是斯洛伐克人信仰）
- 加爾文派 - 10.9%（只有匈牙利人信仰）
- 其他 - 2.1%（主要是基督教）
- 無神論 - 30.5%
- 未回答，不知道 - 10.8%